# فانوس‌ماهی جنوبی
فانوس‌ماهی جنوبی (نام علمی: Lampanyctus australis) نام یک گونه از تیره فانوس‌ماهی است.